# Michał Meyer
Michał Meyer, znany również jako Michał Kowalczyk (ur. 2 września 1985 w Warszawie) – polski aktor teatralny, filmowy i telewizyjny.

## Życiorys
W 2008 ukończył studia w Państwowej Wyższej Szkole Teatralnej w Krakowie.
Występował w sekcji Rozmowy w tłoku w programie TVN Szymon Majewski Show, w którym parodiował postaci Kuby Wojewódzkiego (od 12. serii), Tomasz Kammela, Colina Farrella, Pascala Brodnickiego, Grzegorza Napieralskiego i Justina Biebera. W 2013 gościnnie wystąpił w programie I kto to mówi? w TVP2. W latach 2017–2018 był członkiem obsady SNL Polska.
Zajął trzecie miejsce w finale 14. edycji programu Twoja twarz brzmi znajomo (2021) oraz uczestniczył w pierwszej edycji programu komediowego LOL: Kto się śmieje ostatni (2023) i 28. edycji programu Dancing with the Stars. Taniec z gwiazdami (2024).
W 2022 prowadził program Mask Singer w TVN.

### Życie prywatne
Jest zaręczony z aktorką Kamilą Kamińską, z którą ma córkę, Jaśminę Marię (ur. 17 maja 2021).

## Filmografia
- 2008: Agentki jako Damian Zabiecki, chłopak Magdy (odc. 1)
- 2008–2010: Czas honoru jako Antek
- 2008: M jak miłość jako aktor (odc. 618)
- 2008–2009: Teraz albo nigdy! jako barman Paweł Darski
- 2009: Popiełuszko. Wolność jest w nas jako alumn
- 2010: Duch w dom jako klient w restauracji (odc. 7)
- 2010: Hotel 52 jako Krzysztof, świadek pana młodego (odc. 4)
- 2010: Ojciec Mateusz jako Alek Wrona (odc. 46)
- 2010: Śniadanie do łóżka
- 2011: Wenecja jako żołnierz polski
- 2011: Prosto w serce jako Kacper Kobierzyński
- 2011: Na dobre i na złe jako Sławek (odc. 434)
- 2012: Misja Afganistan jako Artur, oficer CIMIC (odc. 8, 9)
- 2012: Prawo Agaty jako asystent Jezierskiego (odc. 25)
- 2013: Komisarz Alex jako Zajdel, asystent Lanca (odc. 37)
- 2013: Wałęsa. Człowiek z nadziei jako Jerzy Borowczak
- 2013: Lekarze jako Sławek (odc. 30 i 31)
- 2014: Baron24 jako Mati
- 2014: Miasto 44 jako „Pająk”
- 2015: Uwiłkani jako Marcin Halik (odc. 3)
- 2015–2016: Singielka jako Paweł Szymański, współwłaściciel „Co tam?”
- 2016: Sługi Boże jako Alex
- 2016: Maria Skłodowska-Curie jako student
- 2016: Przyjaciółki jako Konrad Łabędzki, pracownik kancelarii Jeleńskiego (odc. 88, 90, 92)
- 2016: Komisja morderstw jako dominikanin Jarek (odc. 8)
- 2017: Na dobre i na złe jako Maciek, narzeczony Patrycji (odc. 688)
- 2017: Komisarz Alex jako Konrad Przybysz, syn Aleksandra (odc. 123)
- 2017: Amok jako policjant Andy
- 2017–2018: Druga szansa jako piosenkarz Alex Magier
- 2018: Korona królów jako strażnik Roch (odc. 6–8)
- 2019–2021: Zakochani po uszy jako Piotr Nowak
- 2020: Wszyscy moi przyjaciele nie żyją jako aspirant Grzegorz Dąbrowski

### Dubbing
- 2011: Lucek i Luśka – strażnicy Teksasu jako Jerom
- 2012: Muppety jako dr Bunsen Melonowicz / szwedzki kucharz
- 2014: Muppety: Poza prawem jako dr Bunsen Melonowicz / szwedzki kucharz